# Manifeste des 19
Le « Manifeste des 19 » est un texte rejetant la compétition d'escalade, écrit en 1985 et signé par dix-neuf grimpeurs français de haut-niveau.
En 1985, alors que le lancement de compétitions en Europe de l'ouest est envisagé, en particulier par la Fédération française de la montagne et de l'escalade, plusieurs grimpeurs français de haut-niveau déclarent s'opposer au principe des compétitions d'escalade : ils signent le « Manifeste des 19 ». Rédigé par David Chambre, le manifeste est publié dans la revue Alpinisme et randonnée, il est signé par Patrick Berhault, Patrick Bestagno, Eddy Boucher, Jean-Pierre Bouvier, David Chambre, Catherine Destivelle, Jean-Claude Droyer, Christine Gambert, Denis Garnier, Alain Ghersen, Fabrice Guillot, Christian Guyomar, Laurent Jacob, Antoine et Marc Le Menestrel, Dominique Marchal, Jo Montchaussé, Françoise Quintin et Jean-Baptiste Tribout.
Le texte s'oppose au principe d'entraîneurs ou de sélectionneurs, considérant que la performance en escalade est une recherche personnelle. Le manifeste met aussi en avant le principe de sport qui n'existerait que grâce à la compétition, tel que le football ou le tennis. La complexité et la diversité des formes d'escalade est aussi un argument en défaveur d'une formalisation du sport sous forme de compétition.
Patrick Edlinger est un des rares grimpeurs connus de l'époque à ne pas signer ce manifeste. Patrick Berhault, Patrick Bestagno[réf. souhaitée], Jean-Pierre Bouvier et Jean-Claude Droyer sont les seuls signataires à ne pas participer à une compétition,. Catherine Destivelle remporte la compétition à Bardonnèche en 1985, quelques mois après avoir signé le manifeste. David Chambre déclarera plus tard : « on était jeune et idéalistes, mais au fond, on savait que ce texte allait contre le sens de l'histoire ».